# Henosferus
Henosferus — викопний рід австралосфенідних ссавців з нижньої юри Аргентини. Єдиний підтверджений вид, Henosferus molus, був знайдений у формації Cañadón Asfalto басейну Cañadón Asfalto в провінції Чубут, Патагонія. Вид відомий лише з 3 нижніх щелеп і, можливо, верхнього моляра.